# Wijken en buurten in Lisse
De Nederlandse gemeente Lisse is voor statistische doeleinden onderverdeeld in wijken en buurten. De gemeente is verdeeld in de volgende statistische wijken:
- Wijk 02 (CBS-wijkcode:055302)

Een statistische wijk kan bestaan uit meerdere buurten. Onderstaande tabel geeft de buurtindeling met kentallen volgens het Centraal Bureau voor de Statistiek (2008):
| CBS-buurtcode | Buurtnaam        | Inwonertal | Opp. totaal (ha) | Opp. land (ha) | Ligging                |
| ------------- | ---------------- | ---------- | ---------------- | -------------- | ---------------------- |
| BU05530201    | De Loosters      | 440        | 843              | 819            | Locatie in de gemeente |
| BU05530202    | Halfweg          | 130        | 17               | 15             | Locatie in de gemeente |
| BU05530203    | Meer en Duin     | 30         | 32               | 32             | Locatie in de gemeente |
| BU05530204    | De Blinkerd      | 1550       | 22               | 22             | Locatie in de gemeente |
| BU05530205    | Meerenburgh      | 1570       | 22               | 21             | Locatie in de gemeente |
| BU05530206    | Oranjewijk       | 1880       | 22               | 22             | Locatie in de gemeente |
| BU05530207    | Zeeheldenwijk    | 1330       | 26               | 25             | Locatie in de gemeente |
| BU05530208    | Bloemenwijk      | 1340       | 32               | 31             | Locatie in de gemeente |
| BU05530209    | Centrum          | 2390       | 42               | 42             | Locatie in de gemeente |
| BU05530210    | Berkhout         | 1580       | 34               | 34             | Locatie in de gemeente |
| BU05530211    | Van Rijckevorsel | 600        | 24               | 23             | Locatie in de gemeente |
| BU05530212    | Componistenwijk  | 1430       | 38               | 34             | Locatie in de gemeente |
| BU05530213    | Schilderswijk    | 1740       | 23               | 23             | Locatie in de gemeente |
| BU05530214    | Vogelwijk        | 1720       | 31               | 31             | Locatie in de gemeente |
| BU05530215    | Dever            | 80         | 36               | 34             | Locatie in de gemeente |
| BU05530216    | Geestwater       | 80         | 22               | 22             | Locatie in de gemeente |
| BU05530217    | Vrouwenpolder    | 1670       | 17               | 17             | Locatie in de gemeente |
| BU05530218    | Lisse Rond       | 1250       | 19               | 19             | Locatie in de gemeente |
| BU05530219    | De Engel         | 440        | 14               | 14             | Locatie in de gemeente |
| BU05530220    | Ter Beek         | 580        | 23               | 22             | Locatie in de gemeente |
| BU05530221    | Roovers Broek    | 310        | 274              | 268            | Locatie in de gemeente |